# Kamień Krajeński
Kamień Krajeński è un comune urbano-rurale polacco del distretto di Sępólno, nel voivodato della Cuiavia-Pomerania.
Ricopre una superficie di 163,21 km² e nel 2004 contava 6 904 abitanti.